# Carlo Ghirardelli
Carlo Ghirardelli (* 30. Juli 1950 in Zürich) ist ein Schweizer Schauspieler.

## Leben
Von 1973 bis 1975 schloss er sein Diplom an der Schauspielakademie Zürich ab, im selben Zeitraum war er an der Ballettakademie Zürich.
Seit 1975 ist Ghirardelli als Schauspieler an diversen deutschen und Schweizer Staats- und Stadttheatern beschäftigt. Er ist ehemaliger Dozent für Rhetorik an der Internationalen Theater Akademie in Göttingen, später war er Dozent für Schauspiel und Rollenstudium an der Schauspielschule Kassel.
Ghirardelli ist Dozent für Rollenstudium an der StageArt Musical&Theatre School in Adliswil und freier Regisseur.
Er wohnt in der Schweiz.

## Rollen
- 1975: Kleiner Mönch, Freilichtspiele Schwäbisch Hall
- 1980: Arturo Ui, Landestheater Tübingen
- 1985: Jeronimus, Staatstheater Kassel, Regie: Valentin Jeker
- 1986: Die Puppe, Schauspiel Köln
- 1987: Andrea, Schauspiel Düsseldorf
- 1992: Richard Gloster, Staatstheater Kassel
- 2002: Herr Taschenbier, Schauspiel Essen
- 2005: Kurt, Theater Biel Solothurn
- 2014: Gilles

## Musikproduktionen
- 2000: Billy Shears, Stadttheater Freiburg
- 2006: Osgood Fielding, Seebühne Brunnen
- 2008: Oberst Pickering, Staatstheater Kassel
- 2009: Vater Bukowski, Staatstheater Kassel

## Filmografie
- 1983: Schnelles Geld (als Karl Ghirardelli)
- 1990: Allein, worin besteht das Glück
- 2002: Kommt alles anders
- 2006: 1000 Tage
- 2014: Damned on earth